# 3D 렐름
3D Realms(Apogee Software, Ltd.)는 게임 배급사이다. 1987년 설립되었으며, 텍사스주 갈랜드에 본사를 두고 있다. 1980년대, 90년대에 비디오 게임의 셰어웨어 배포 모델을 보급하고 듀크 뉴켐 등의 게임 프랜차이즈를 개발한 것으로 잘 알려져 있다. 킹덤 오브 크로즈 출시를 준비하면서 1987년 스콧 밀러에 의해 "Apogee Software Productions"라는 이름으로 설립되었으나 이후 3D 렐름으로 명칭이 변경되었다.

## 비디오 게임
- 듀크 뉴켐 (비디오 게임)
- 울펜슈타인 3D
- 듀크 뉴켐 3D
- 데스 랠리
- 쉐도우 워리어 (1997년 비디오 게임)
- 맥스 페인 (비디오 게임)
- 맥스 페인 2: 맥스 페인의 몰락
- 프레이 (2006년 비디오 게임)
- 듀크 뉴켐 포에버